# الهشم (العدين)

تعديل مصدري - تعديل

الهشم محلة تابعة لقرية القبقاب، التابعة لعزلة قصل بمديرية العدين إحدى مديريات محافظة إب في الجمهورية اليمنية.، بلغ تعداد سكانها 97 حسب تعداد اليمن لعام 2004.